# Monastère Notre-Dame d'Orient
Le monastère Notre-Dame d'Orient est situé à Laval-Roquecezière, dans le département français de l'Aveyron.
L'édifice est inscrit au titre des monuments historiques en 1978.

## Description
Le sanctuaire originel de Notre-Dame d'Orient fut détruit dans les luttes acharnées des guerres de Religion.

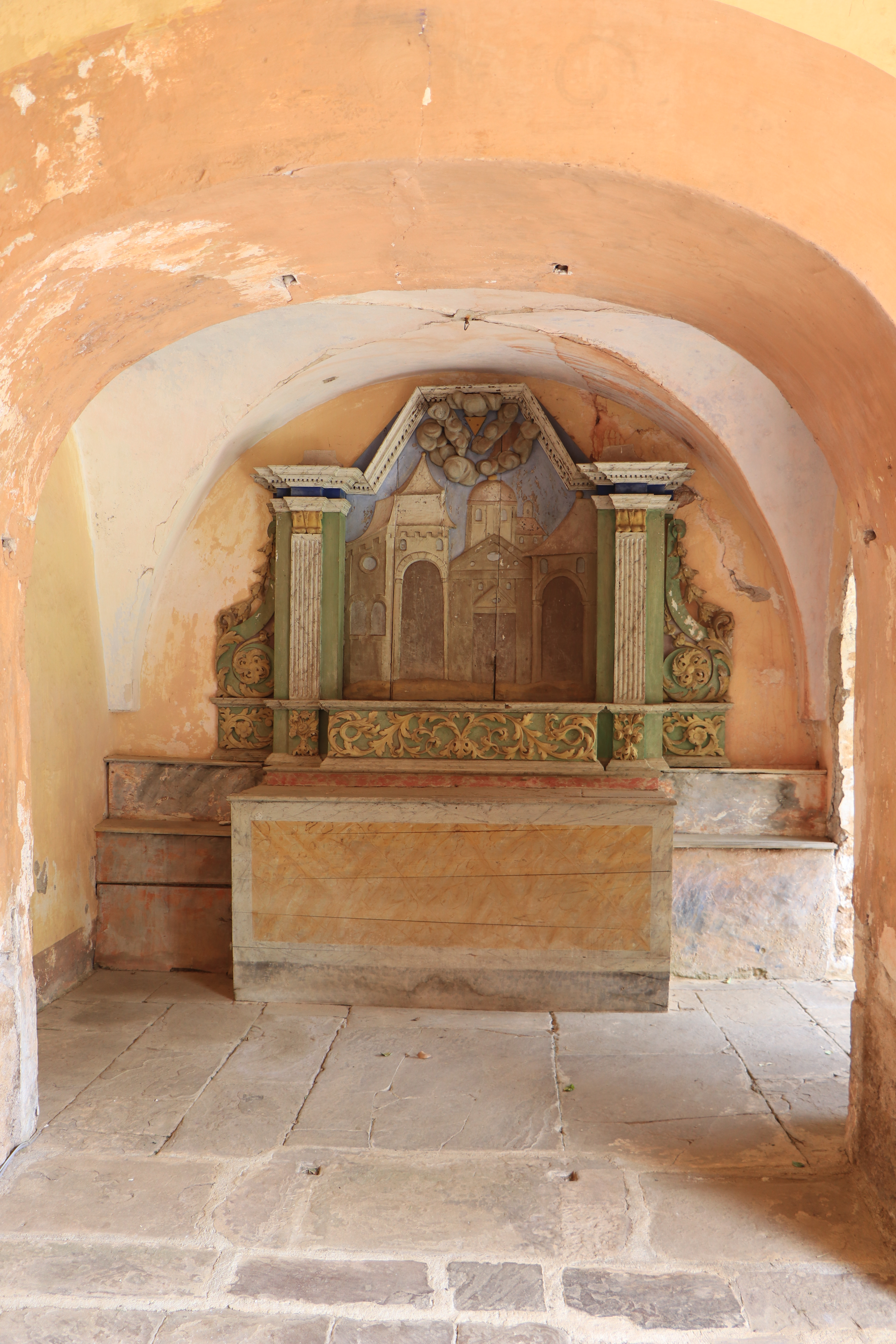
Chapelle de l'entrée sud du monastère Notre-Dame d'Orient.

Au XVIIe siècle, les capucins, pour défendre le Catholicisme, construiront l'église qui témoigne de la Contre-Réforme en Rouergue. Le cadran solaire en façade sud date du XIXe siècle. Le porche d'entrée sous le cadran solaire comporte une petite chapelle dédiée à Notre-Dame de la Visitation.
L'église est un rectangle de 33 mètres de long sur 11 mètres de large, et une hauteur à peu près égale à sa largeur. Le plafond en bois affecte la forme d'une immense natte en feuille de fougères. Les murs sont ornés d'une architecture peinte en trompe l'œil, avec des pilastres cannelés et une architrave décorée de rinceaux sur fond bleu. Le retable du maître-autel de l'ordre corinthien, d'inspiration espagnole, tout en bois sculpté avec marqueterie, fin XVIIe siècle, a été classé parmi les Monuments historiques en 1964.

## Historique
Selon la légende, un jeune berger s'inquiéta du comportement curieux de l'un des bœufs qu'il gardait : il revenait toujours vers le même buisson en poussant des meuglements. Les paysans du voisinage creusèrent le sol à l'endroit considéré et y trouvèrent une brique ornée des traits grossiers du visage de la Vierge. Ils construisirent alors un oratoire sur le site.
Il est probable que ce visage grossier correspondait à une statue-menhir, dont plusieurs spécimens furent retrouvés dans la région dont une à proximité immédiate du site de Saint-Maurice d'Orient, qui aurait été sculptée dans un grès rouge permien de même couleur que la brique.

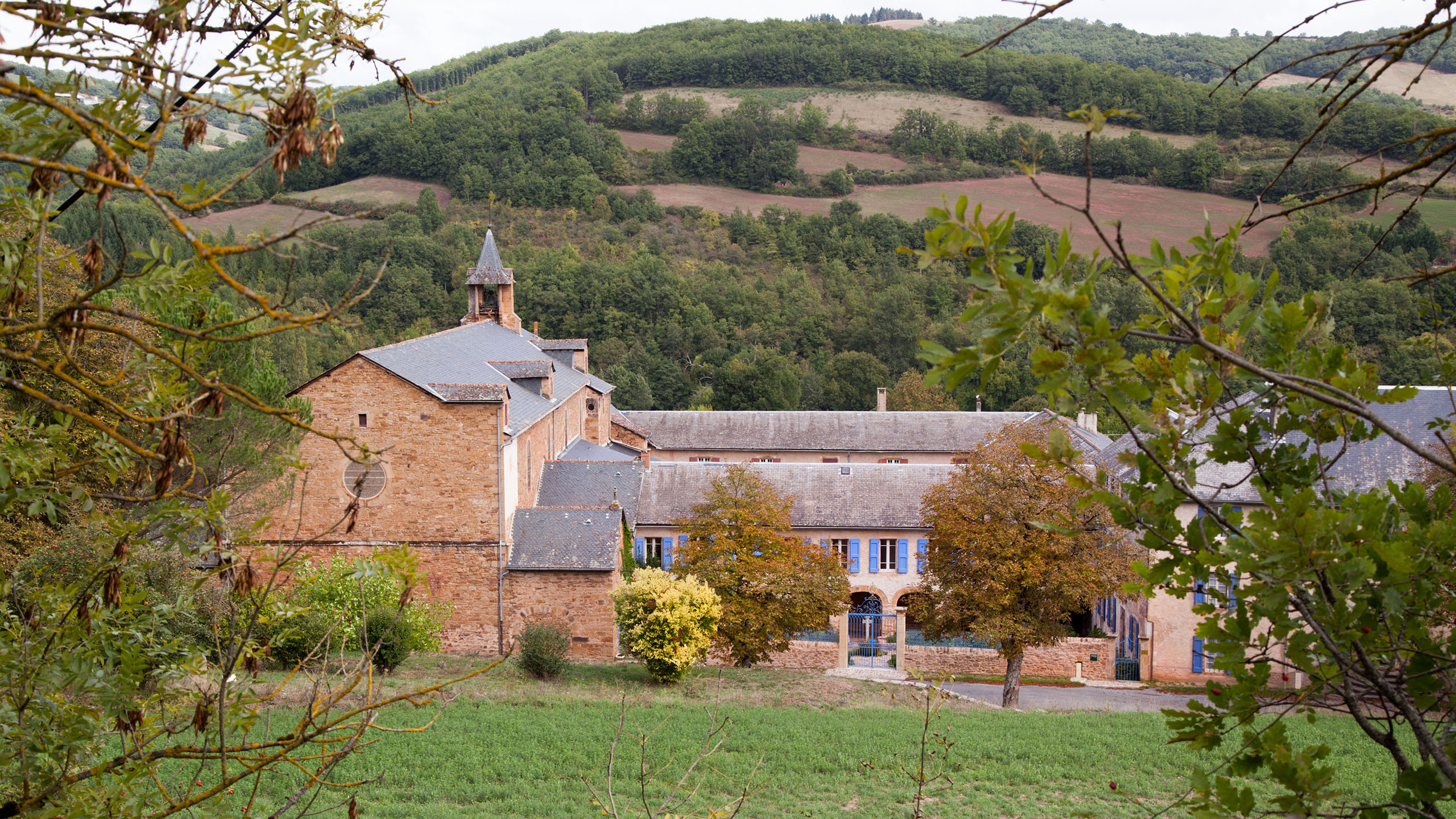
Le monastère en 2015.

D’abord sous la protection de l'Ordre de Saint-Jean de Jérusalem, le monastère a été ensuite animé par les Frères mineurs capucins qui édifièrent au XVIIe siècle le monastère et l’église dont le retable baroque est classé. 
Avec la Révolution française en 1789, après deux siècles de présence à Orient, la communauté franciscaine dut s'enfuir: le monastère fut vendu comme propriété nationale.
Des moniales Bénédictines de l'adoration perpétuelle du Très-Saint-Sacrement leur succédèrent en 1825 fortes de l'appui de l'Archevêque de Toulouse pour y ouvrir un "pensionnat de jeunes filles".
Au début du XXe siècle, l'école fut fermée et la communauté dissoute, se résolvant à l'exil en Espagne. En 1925, la communauté se reconstitue et comptera 22 sujets.
Au XXIe siècle, les moniales continuent cette mission d’accueil des pèlerins qui viennent honorer Notre-Dame d’Orient.